# Portiers
Portiers is een hoorspel van Károly Szakonyi. Pförtner werd op 18 augustus 1976 door de Westdeutscher Rundfunk uitgezonden. Tuuk Buytenhuys vertaalde het en de VARA zond het uit op woensdag 20 december 1978, van 16:03 uur tot 16:55 uur. De regisseur was Ad Löbler.

## Rolbezetting
- Willy Ruys (Petö)
- Huib Orizand (Justin)
- Dries Krijn (Hollö)
- Jan Borkus (meneer Sipos)
- Gerrie Mantel (mevrouw Sipos)
- Joke Reitsma-Hagelen (de chef personeelszaken)
- Olaf Wijnants (Joszi)

## Inhoud
Een reporter van de Hongaarse radio interviewt drie oude gepensioneerden, die bij de centrale herstelcoöperatie om beurten als portier dienstdoen. De oudste is reeds 79, de jongste, meneer Hollö, pas 69 jaar oud, en alle drie zijn goed bevriend met elkaar. Pas sinds kort evenwel, want met meneer Hollö zijn er aanvankelijk moeilijkheden geweest. Hij kwam bij zijn collega’s verwaand en weinig kameraadschappelijk over en bovendien had hij een fout gemaakt waarvan het hele bedrijf heeft geweten. Hij had een firmawagen als stipt van de dienst teruggekeerd ingeboekt, maar in werkelijkheid had meneer Sipos er nog een privé-tochtje mee gemaakt en een ongeval veroorzaakt. Meneer Hollö werd voor de personeelsraad gedagvaard en schriftelijk vermaand. En daardoor voelde hij zich in zijn eer aangetast en verscheen niet meer voor de dienst, wat zijn collega’s ertoe aanzette over de verdwenen meneer Hollö inlichtingen in te winnen, en wat ze tijdens hun zoektocht vernemen, volstaat om te begrijpen waarom meneer Hollö is zoals hij is…